# Prezydent (film)
Prezydent – polski film dokumentalny z 2013 roku zrealizowany przez Joannę Lichocką i Jarosława Rybickiego o prezydencie RP Lechu Kaczyńskim. Jest to pierwszy w historii film poświęcony Kaczyńskiemu.
Premiera filmu odbyła się 8 kwietnia 2013 w kinie „Wisła” w Warszawie.
Film był rozpowszechniany jako dodatek w formie płyty DVD do numeru 15/2013 Gazety Polskiej z dnia 10 kwietnia 2013 roku. Wydanie tygodnika z filmem zostało sprzedane w liczbie 92 tys. egzemplarzy.
W filmie wystąpili Barbara Fedyszak-Radziejowska, Jarosław Sellin, Maciej Łopiński, Zofia Kruszyńska-Gust, Jarosław Kaczyński, Ryszard Bugaj, Bernadeta Karczewska, Włodzimierz Resiak.
Ponadto w filmie zostały wykorzystane fragmenty filmu Bogdan i inni Krzysztofa Tchórzewskiego oraz materiały archiwalne z okresu Sierpnia 1980 (m.in. nagrania ze spotkania działaczy Wolnych Związków Zawodowych Wybrzeża i NSZZ „Solidarność”) i przed wyborami do Senatu I kadencji (1989–1991). Ponadto zostały zawarte sceny z okresu prezydentury (2005-2010), w tym fragmenty przemówień (m.in. 12 sierpnia 2008 roku podczas wizyty w Gruzji w trakcie wojny w Osetii Południowej).
7 maja 2013 film został wyemitowany na antenie stacji Telewizja Republika. 22 i 23 grudnia 2013 dokument został wyemitowany na antenie TVP1.
30 stycznia 2014 Joanna Lichocka i Jarosław Rybicki zostali wspólnie wyróżnieni „Główną Nagrodą Wolności Słowa” za rok 2013 przyznaną przez Stowarzyszenie Dziennikarzy Polskich za film Prezydent.